# 제1심리작전대대
제1심리작전대대 (공수)(1st Psychological Operations Battalion (Airborne))은 노스캐롤라이나주의 포트 리버티에 본부를 두고 있는 제4심리작전단 산하의 미국 육군 심리 작전 대대 중 하나로, 현재는 미국 남부사령부의 관할 지역인 중부, 남아메리카에서의 심리작전을 담당하고 있다. 표어는 "라틴어: Primero con los mejores/영어: First with the Finest".

## 개요
한반도에서 일어난 6.25 전쟁에서의 심리전을 자유주의 체제에 대한 선전 방송과 전단지의 살포를 위해 창설되었다. 인용되는 참고 자료에 따라 대한민국에서는 제1방송·삐라부대’ 혹은 제1라디오 방송ㆍ 삐라부대 등으로 언급되고 있다.
고유부대휘장은 1976연 6월 15일에 승인되었다. 문장(CoA)는 1992년 10월 2일 제한적으로 승인되었고, 1997년 3월 19일에 크레스트가 추가되었다.

## 역사

### 창설
제2차 세계 대전에서 심리전 조직이 전후에 복원으로 모두 해체된 이후, 1948년 당시에 정규군의 유일한 심리전 부대는 캔자스주 포트 라일리의 중대급 부대인 전술정보분견대(TID)이었다. 1950년 조선인민군의 남침으로 6.25 전쟁이 시작되고, 유엔군을 지원할 필요할 필요가 생기자, 전술정보분견대가 1950년 10월에 한반도에 배치되었다. 그러나, 1개 중대 만으로는 전략급 심리전의 적성이 부족함을 확인한 육군부는 제2차 세계 대전을 종군한 심리전 간부를 재소집하고 여러 부대를 창설하기로 결정하였다. 얼마가지 않아 육군부에 심리전반(PSYWAR Section)이 개설, 포트 라일리에는 심리전 학교가 설립되었다. 
부대원들은 제2차 세계 대전 당시 심리전 간부로서 근무하거나 언론인, 기자, 소설가, 각본가, 라디오 기술자 등의 직업에 종사하고 있던 사람들로 심리전 학교로 보내어져 심리전 교리에 맞춰 훈련받았다. 
1951년 4월에 집행된 제5군 일반명령 제176호에 따라 캔자스주의 포트 라일리에서 제1라디오 방송 및 삐라단 "The Ganders→수컷 거위들"으로 창설되었다. 이들을 이끌 지휘관으로 제2차 세계 대전 당시 유럽 전구에서 제6군의 심리전반(PSYWAR section) 반장, 연합국 원정군 최고사령부(SHAEF)의 심리전부 부장인 Robert A. McClure 로버트 A. 맥클루어[*] 소장 휘하에서 집행장교를 역임한 Homer E. Shields 호머 E. 쉴즈[*] 중령을 적임자로 보고 그를 초대 단장으로 임명하였다. 

### 6.25 전쟁

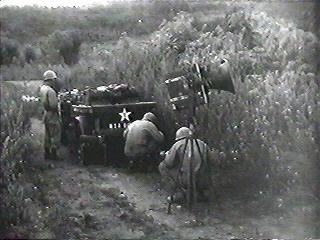
1953년, 한반도의 어딘가에서 확성기로 선전방송을 하고 있는 제1확성기 및 삐라중대의 대원들.

제1라디오 방송 및 삐라단이 편성되기에 앞서 전술정보분견대가 먼저 1950년 10월에 한반도에 배치되어 제8군 직속부대로서 먼저 심리전을 하고 있었다. 도착하고 얼마 안있어 1951년 1월에 부대는 제1확성기 및 삐라중대(1st Loudspeaker and Leaflet Company (1st L&L))로 재편성되었다. 중대는 1951년 말기에 제1라디오 방송 및 삐라단으로 전속하였다.
1950년 8월 USNS 제너럴 브루스터와 USNS 존 포프에 나눠 승산한 제1라디오 방송 및 삐라단은 2개월 후의 1951년 10월에 일본에 도착하고 제8군으로부터 위장번호인 제8239부대로 지정되었다. 단 본부는 사무실을 차리고 업무를 시작하였다. 예하 2개 중대는 한반도에 배치되었다.
제3재생산중대는 전략급 전단지와 신문을 생산하였다. 전단지와 신문지는 육군의 105 mm 연막포탄, 미국 공군의 커티스 C-46 코만도, 더글러스 C-47 스카이트레인, A-26 인베이더, B-29 스트라토포트리스로는 삐라를 채운 집속탄에 투하하였다.
제4이동무선방송중대는 고정된 통신국이나 통신소에서 심리전 방송을 송출하였다. 중대는 당시 윌리스 MB 등의 차량으로 이동하면서 심리전 방송을 하는 개념에 따라 편성되었으나, 송출장비의 한계로 서울과 부산 지역의 방송국에서 미국의 소리(VOA)와 유엔군사령부의 소리(VUNC)로 알려진 한국어, 중국어 방송을 송출하였다.
- 본부 및 본부중대(HHC)
- 제1확성기 및 삐라중대; 1951년 말기에 전속함.
  - Propaganda Platoon→선전소대
  - Publication Platoon→출판소대
    - Processing Section→처리반
    - Press Section→출판반
    - Camera and Plate Section→카메라 및 플레이트반

  - Loudspeaker Platoon→확성기소대 - 소대 본부 분대, 3개 3반
- 제3재생산중대(3rd Reproduction Company)
- 제4이동무선방송중대(4th Mobile Radio Broadcasting Company (4th MRBC)) - 중대 본부, 모니터링반(Monitering Section), 제1, 2, 3이동라디오소대[9]

제1라디오 방송 및 삐라단은 휴전 협정이 체결된 이후에도 1955년 2월 21일까지 심리전 임무를 수행하였다. 한반도 비무장 지대의 확성기 운영은 현재 대한민국 국군심리전단에서 이어받았다.

### 물라 작전
휴전 협정이 맺어진 후, 대부분의 부대는 제1라디오 방송 및 삐라단은 계속해서 삐라와 신문을 심리전을 이어갔다. 1953년 9월 21일, MiG-15 조종사인 노금석 상위가 김포 비행장으로 귀순하므로서 당시의 목표였던 MiG-15의 확보에 성공하였다. MiG-15는 1950년 11월 1일에 포착되어 미국 공군에서 운용하고 있었던 F-86 세이버보다 더 좋은 성능을 보였다.

### 냉전
1955년 2월 21일, 노스캐롤라이나주 포트 브래그에서 대대로 재편성었다.
1960년 6월 24일, 제1심리작전대대로 개명되었다.
1965년, 제1심리작전대대로 개명되었다.

## 기록

### 소속
1. 제8군; 6.25 전쟁
2. 제8심리작전단
3. 제4심리작전단

### 계보
- 1950년 11월 8일, Headquarters and Headquarters Company, 1st Radio Broadcasting and Leaflet Group (1st RB&L Group)
정규군에 배정됨.
→제1라디오 방송 및 삐라단
- 1951년 9월 1일. Headquarters and Headquarters Company, 1st Radio Broadcasting and Leaflet Group, 8239th Army Unit
→육군 8239부대, 제1라디오 방송 및 삐라단
- 1954년 11월 30일, 정규군에 배정됨.
- 1955년 2월 21일. Headquarters and Headquarters Company, 1st Radio Broadcasting and Leaflet Battalion
→제1라디오 방송 및 삐라대대
- 1960년 6월 24일, Headquarters and Headquarters Company, 1st Psychological Warfare Battalion
→제1심리전대대, 본부 및 본부중대
- 1965년 12월 20일, 1st Psychological Operations Battalion
→제1심리작전대대
- 1990년 3월 16일, Headquarters and Headquarters Company, 1st Psychological Operations Battalion
→제1심리작전대대, 본부 및 본부중대
- 1995년 11월 16일, Headquarters, Headquarters and Support Company, 1st Psychological Operations Battalion
→제1심리작전대대, 본부 및 지원중대, 본부

### 참전
| 스트리머 그림 | 스트리머 이름 | 내역                |
|               | 국군 원정     | - 그레나다 - 파나마 |

### 스트리머
| 스트리머 그림 | 스트리머 이름             | 내역                  | 명령서 | Ref. |
| ------------- | ------------------------- | --------------------- | ------ | ---- |
|               | 육군 우수부대표창         | 한반도, 1951년-1953년 |        |      |
|               | 육군 우수부대표창         | 한반도, 1953년        |        |      |
|               | 대한민국 대통령 부대 표창 | 한반도, 1951년-1952년 |        |      |

## 같이 보기
- 제6167항공기지전대(영어:6167th Air Base Group), 김포 비행장 주재 미국 공군 심리전부대 (1950-1953)

## 참고

### 인용
1. 1 2  Friedman, Herbert A. (2024년 12월 23일). “1ST PSYCHOLOGICAL OPERATIONS BATTALION”. 《Psywarrior》 (미국 영어). The Institute of Heraldry. 2024년 12월 23일에 확인함.
2. ↑  최희진 (2008년 12월 11일). “‘삐라의 귀환’ 전쟁의 추억”. 2024년 12월 23일에 확인함.
3. ↑  Kim 2009, 5쪽.
4. ↑  Howard, Christopher E. (2023년 7월 20일). “Army Special Operations in the “Forgotten War”: Commemorating the 70th Anniversary of the Korean Armistice” (미국 영어). 2025년 4월 3일에 확인함.
5. ↑  Friedman, Herbert A. “The First Loudspeaker and Leaflet Company Korea”. 《Psywarrior》 (미국 영어). 2025년 4월 3일에 확인함.
6. ↑  Veritas-3_3 2007, 46쪽.
7. 1 2  Veritas-3_1 2007, 61쪽.
8. ↑  Veritas-3_3 2007, 54쪽.
9. ↑  Kim 2009, 6쪽.

### 자료
- “1st Psychological Operations Battalion Lineage & Honors”. 《U.S. Army Center of Military History》 (미국 영어). 2006년 7월 21일. 2024년 12월 14일에 확인함.
- Friedman, Herbert A. “The 1st Psychological Operations Battallion (Airborne)”. 《Psywarrior》 (미국 영어). 2024년 12월 23일에 확인함.
- 김영희 (2009년 1월 27일). “한국전쟁 기간 미국의 대한(對韓) 방송활동: VOA 한국어방송과 VUNC를 중심으로”. 《한국언론학회》 (서울대학교 언론정보연구소) 53 (2). 2024년 12월 24일에 확인함.
- arsof-history.org
  - W. Jones, Jr., Robert (2006). “United States Army Psychological Operations (PSYOP) in Colombia”. 《Veritas》 (미국 영어) 2 (4). 2024년 12월 23일에 확인함.
  - Jones, Jr., Robert W. (2007). “The Ganders: Strategic PSYWAR in the Far East Part I, Introduction and Movement to the Far East”. 《Veritas》 (미국 영어) (U.S. Army Special Operations History Office) 1 (3). 2025년 4월 3일에 확인함.
  - Jones, Jr., Robert W. (2007). “The Ganders: 1st Radio Broadcasting and Leaflet Group Conducts PSYWAR in Korea, Part II”. 《Veritas》. Veritas (미국 영어) (U.S. Army Special Operations History Office) 3 (3). 2025년 4월 3일에 확인함.